# Jeszenő vára
Jeszenő vára (szlovákul: Jasenov vagy Jasenovský hrad) Homonnától 4 km-re délre, Várjeszenő szomszédságában állt, mára csak romjai maradtak meg. A vár a 13. században épült gótikus stílusban a Homonnai-hegységben, 392 méteres tengerszint feletti magasságban.
1963-tól Szlovákia kulturális örökségének része, 2011-től részleges helyreállítás alatt áll, amit Várjeszenő község és a várrom megmentéséért szerveződő egyesület végez. A vár területe a nyilvánosság által saját felelősségre látogatható, észak felé kilátás nyílik Homonnára és környékére.

## Története

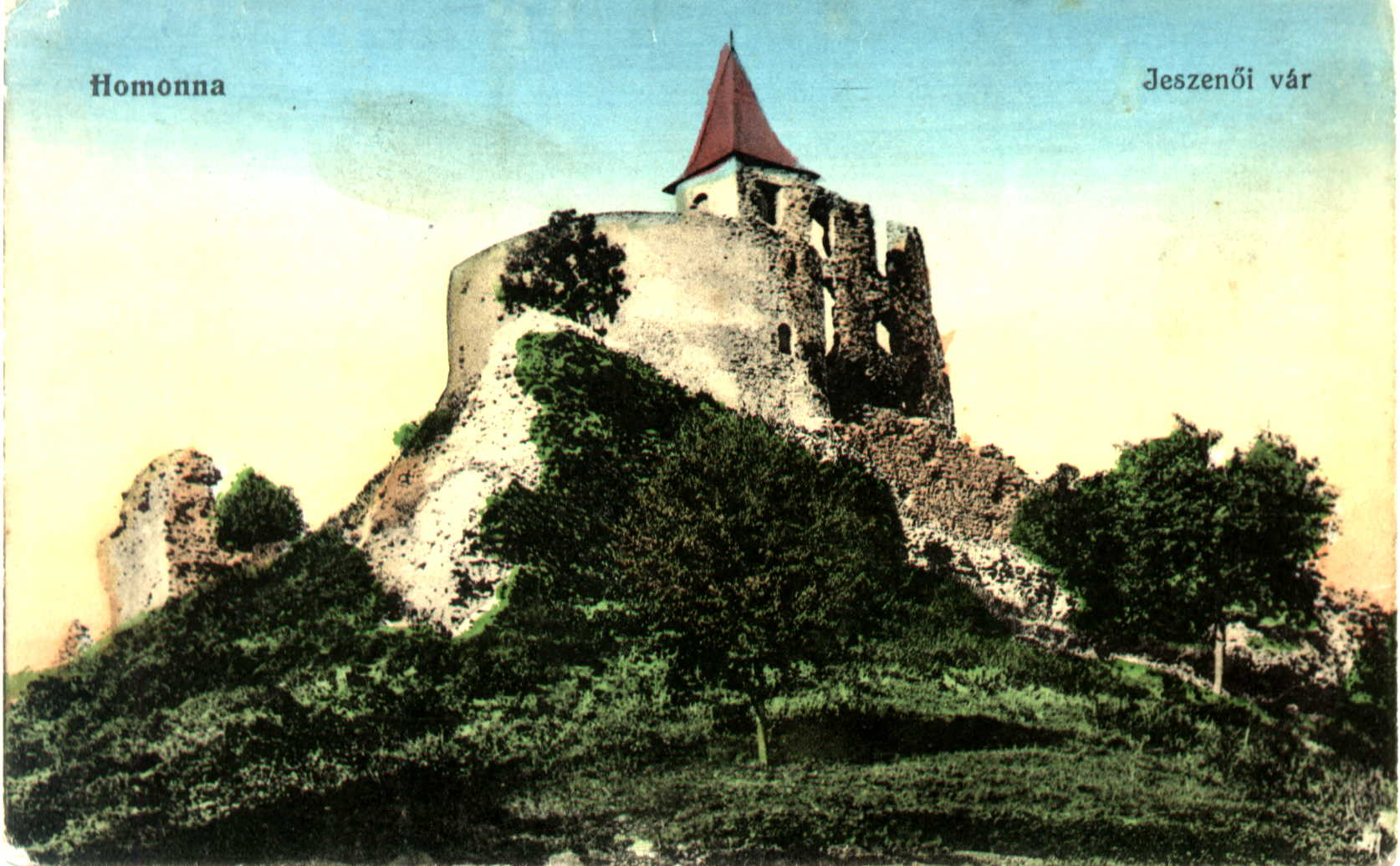
Jeszenő vára 1938 környékén

A vár magját 1277 előtt, feltehetően a tatárjárás után építette Gutkeled nembeli Joachim bár, hogy a délről Homonnába vezető utat védje. Később a vár Petenye fia Péter báró birtokában volt, aki a területet 1284-ben kapta meg IV. Lászlótól. Róla 1317-ben mint honorbirtokot ruházta át Károly Róbert király Drugeth Fülöpre. A várról az első írásos emlék 1328-ból való, ekkor castrum Jezenew-nek említik. A vár 1342-ben a királyi kamara kezelésébe került, ám a következő évben Nagy Lajos Drugeth Vilmosnak és testvéreinek adományozta örökbirtokként. Innentől kezdve a vár egészen a 17. századig a Drugethek birtokában maradt.
A 16. század közepén Drugeth Gábor egy hamispénzverő műhelyt rendeztetett be a várban. A műhely vezetőjét, Miklós mestert 1551-ben letartóztatták és az eperjesi főtéren kivégezték.
A vár jelentősége a 17. században megnőtt, és egy helyi gazdasági központtá vált: élelmiszert, építőanyagot és további tartalékokat tároltak itt. Bethlen Gábor hadjáratai alatt a várat erdélyi csapatok foglalták el 1616-ban és 1619-ben. Drugeth György még ebben az évben lengyel zsoldosokkal megpróbálta visszafoglalni a várat és környékét, de nem sokáig tudta tartani. Valószínűleg ezt követően erősítették meg a várat, és elkészült az ötbástyás külsővár. Mindezek ellenére 1644 márciusában I. Rákóczi György hadai megostromolták és elfoglalták, majd több helyen felrobbantották, ezzel az erődítmény használhatatlanná vált.
A vár a 18. században a Csákyaké volt, a 19. században pedig az Andrássyak örökölték. Andrássy Géza gróf a romokból vadászkastélyt akart kialakítani. 1903 után néhány romos falat megerősítettek és a vár egy része fölé tetők emeltek, de a munkálatoknak véget vetett az első világháború.

## A vár és környéke

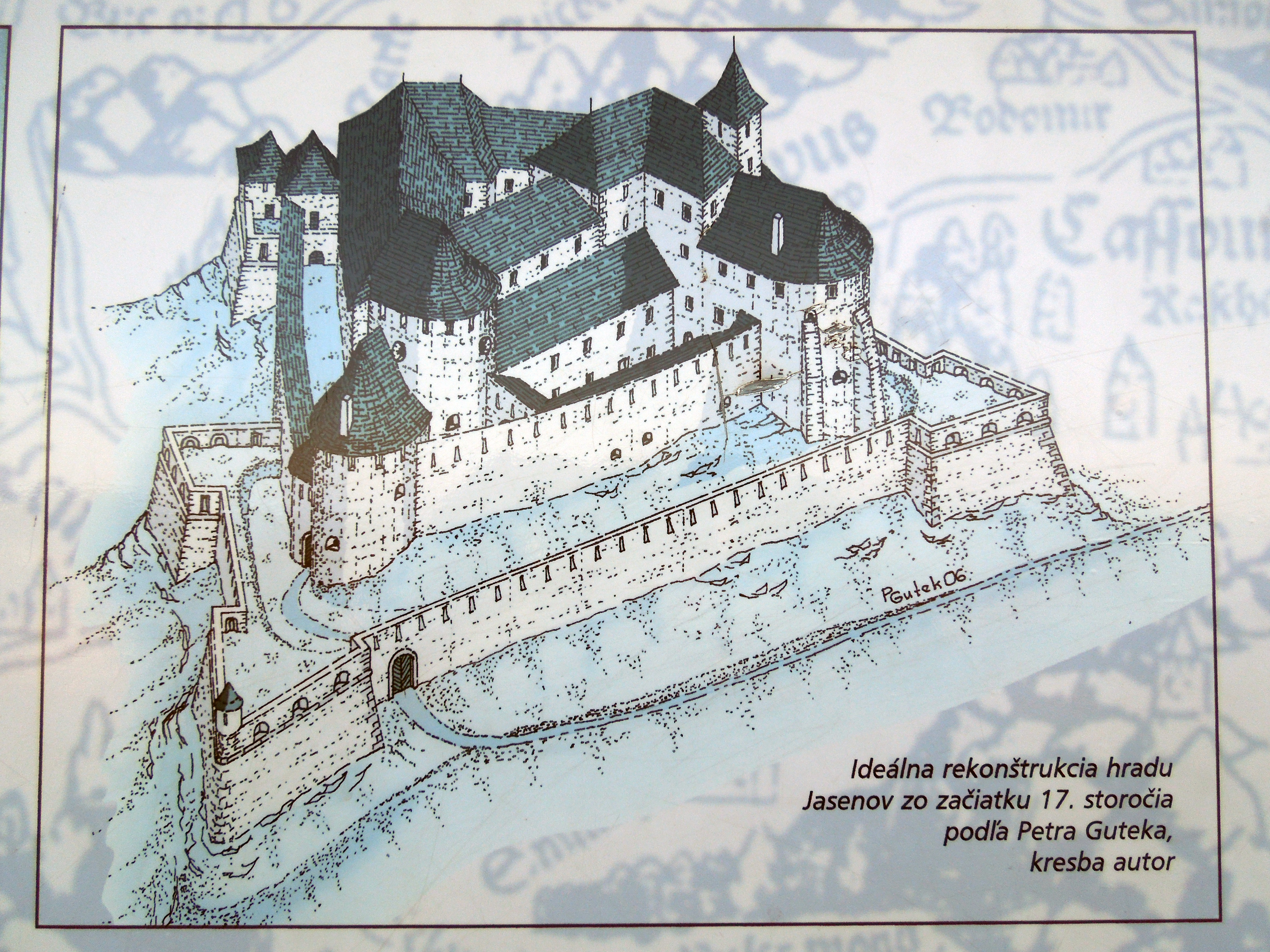
A vár feltételezett állapota a 17. század elején

A belsővár, amelyet a 13. és 14. században építettek, egy palotából, és egy négyzet alapú toronyból állt. A belsővár udvarának északkeleti sarkában állt a kápolna. A belsővár várfalát a 15. században erősítették még.
A 16. században a várat korszerűsítették a török fenyegetés miatt, ágyúlövegnek ellenállób ó-olaszbástyás védőfalakat emeltek lőrésekkel, főleg a déli és délnyugati oldalon. Az északi oldalon nem sokkal később emeltek újabb várfalat, amely a belsővárba való bejutást nehezítette meg. A 17. században ötbástyás külső várfallal vették körbe, amelyet a Habsburg zsoldosok 1684-ben felrobbantottak.
A vár érdekessége egy, a sziklába vájt járat, amely a reneszánsz erődítményhez vezet. Nem lehet tudni, hogy egy befejezetlen menekülőútról, vagy egy ostromhoz épített járatról van szó.

## Jelenlegi állapota
A középkori belsővárból mára csak a palota romjai és a reneszánsz boltozat néhány darabja látható. Az öregtorony 5-6 méter magasságig maradt meg, köszönhetően a 20. század elején végzett helyreállításnak.
2011-től Várjeszenő önkormányzata vezeti a vár helyreállításait a vár megmentéséért alakult polgári szervezettel együttműködve. A vár környékét megtisztították a növényzet jelentős részétől, és megnyitották a nyilvánosság előtt.

## Turisztikai kapcsolatrendszere
Jeszenő vára turistaúton Homonnáról érhető el, a kék jelzést követve. Az út áthalad Várjeszenőn, innen fel a várhoz, majd Kisortoványon, a Vinna vára alatt található elágazáson és Vinna községen keresztül egészen a Széles-tóig vezet.
A zölddel jelölt turistaút a Laborc völgyéből, Őrmezőről indul.
- a  jelzést követve Várjeszenőről ↑ 0:30 h, ↓ 0:20 h
- a  jelzést követve Várjeszenőről (vagy Homonnáról ↑ 0:30 h, ↓ 0:20 h
- a  jelzést követve Őrmezőről (Gödrös városrész) ↑ 2:45 h, ↓ 2:30 h
- a  jelzést követve Vinnáról (vagy Kisortoványból) ↑ 4:50 h, ↓ 4:30 h

## Galéria

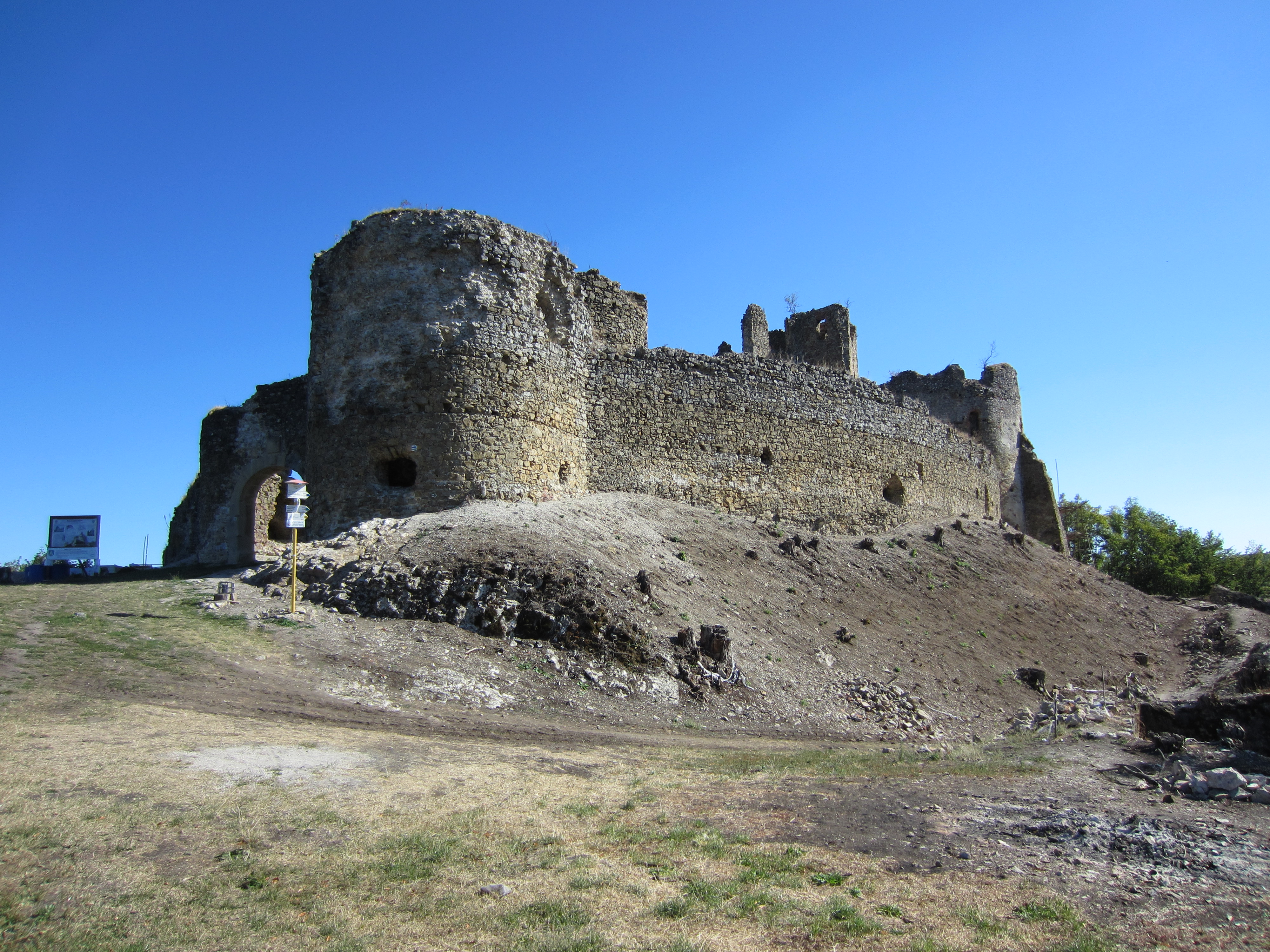
Jeszenő vára Várjeszenő felől közelítve
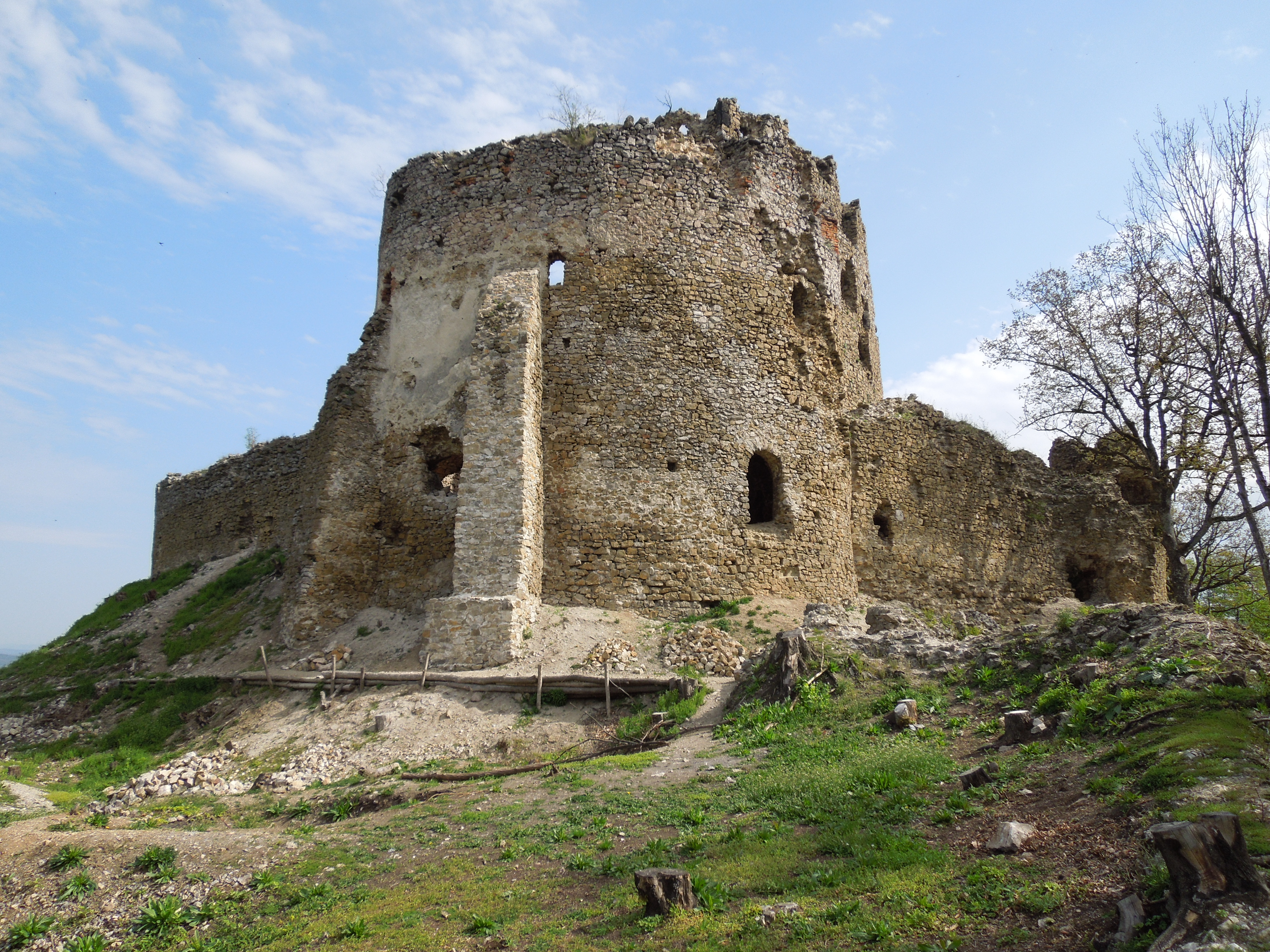
A kápolna külső fala
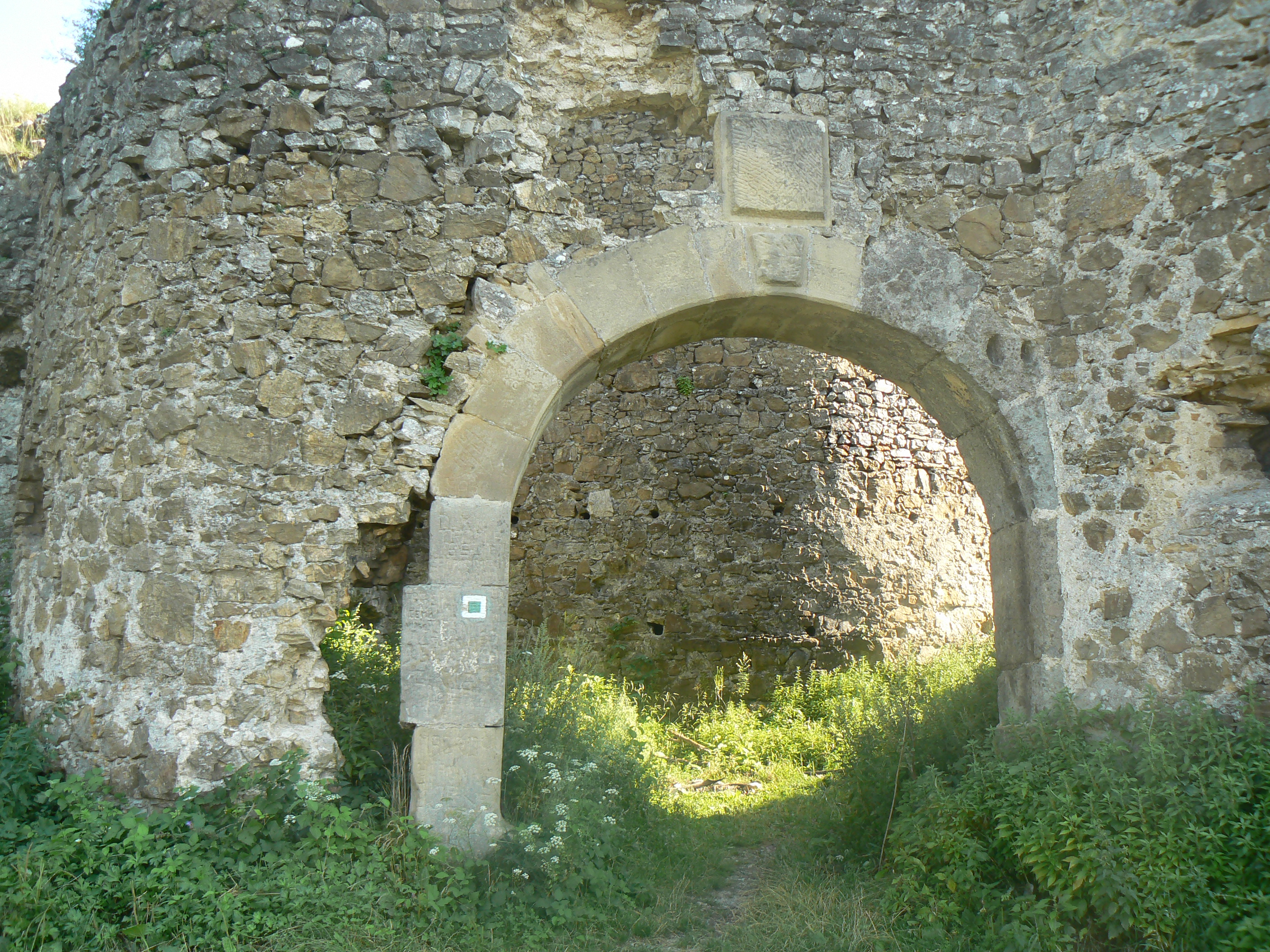
A várkapu romjai
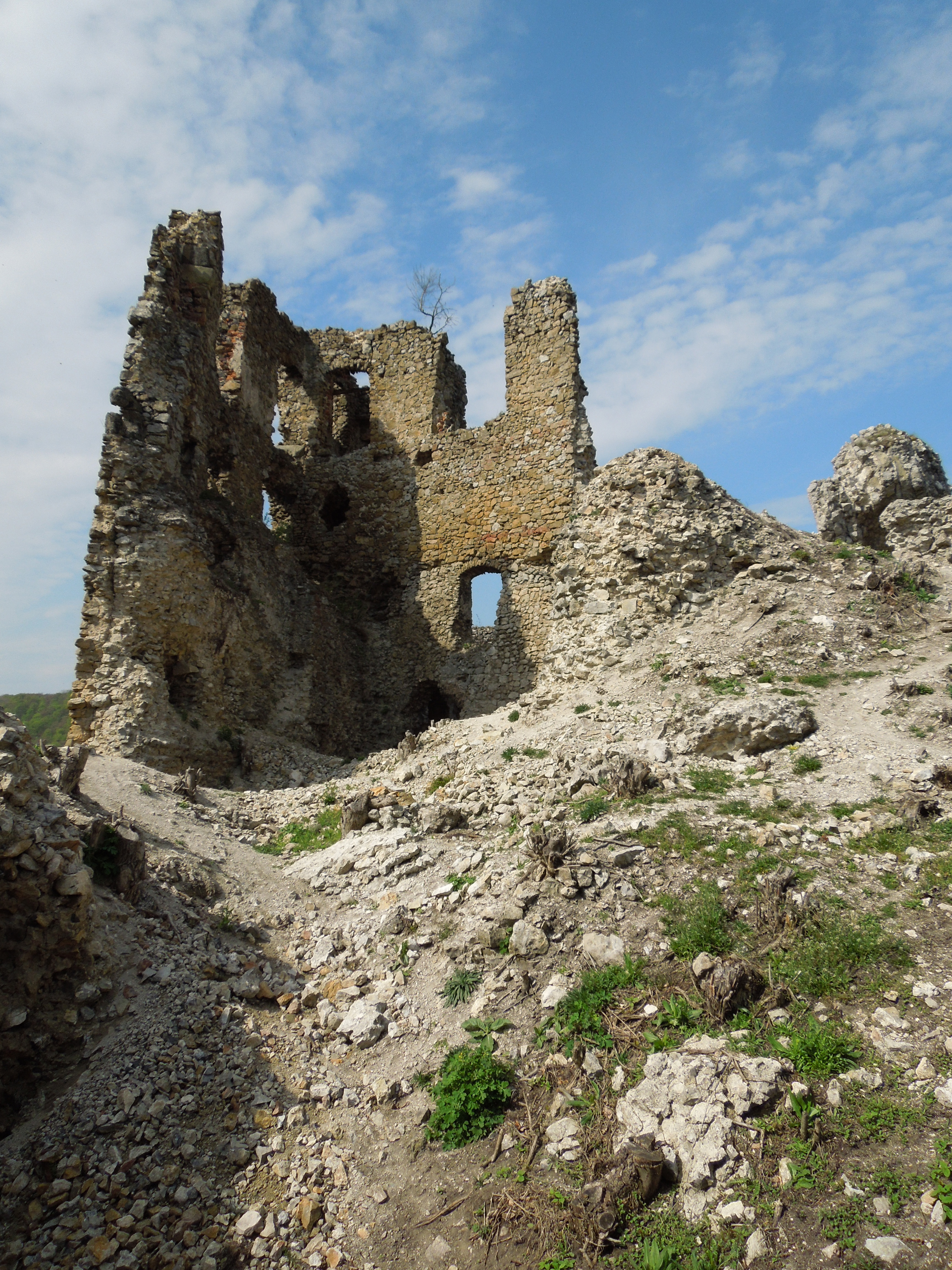
Az öregtorony romjai
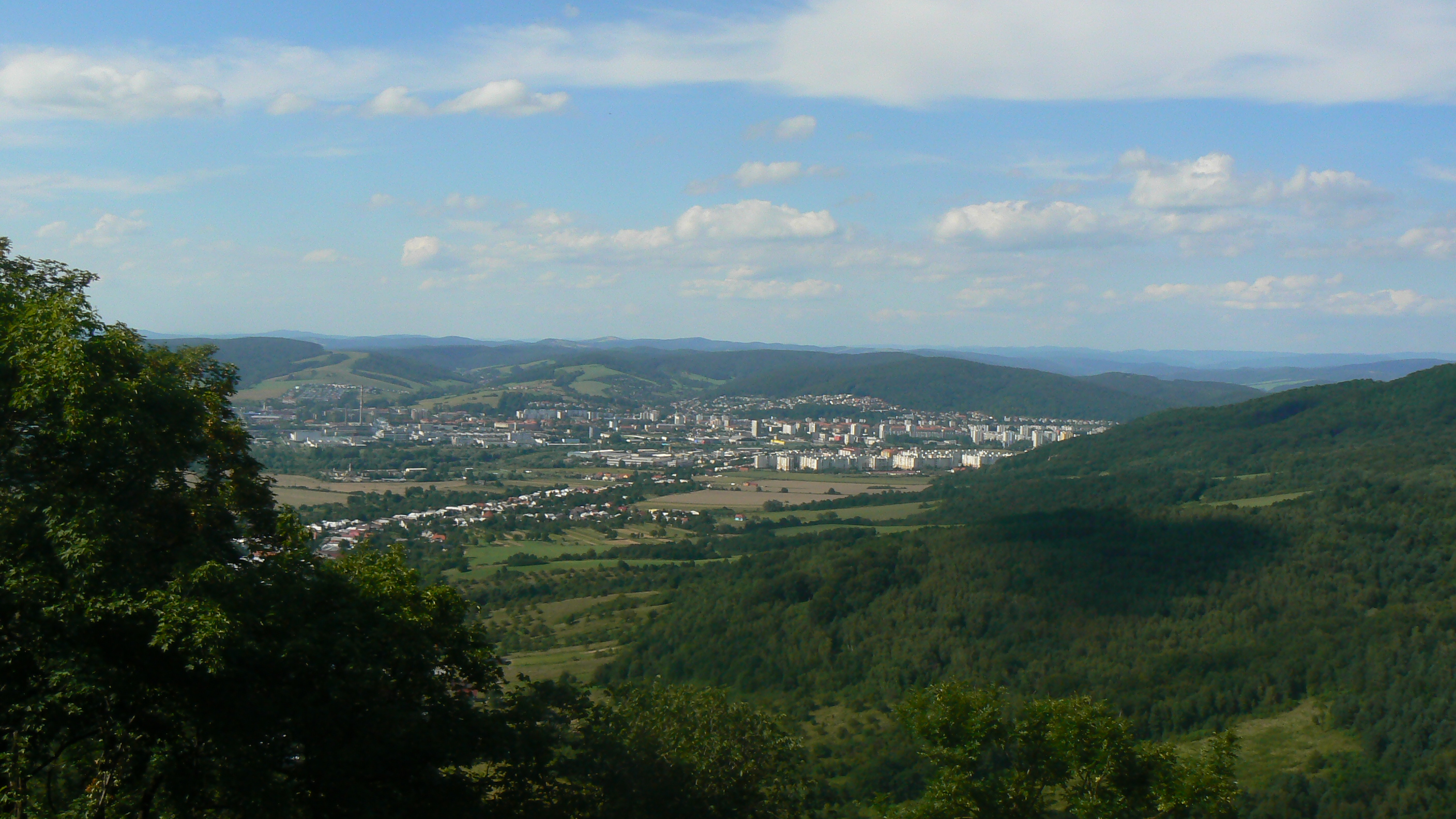
Kilátás Homonnára a várból
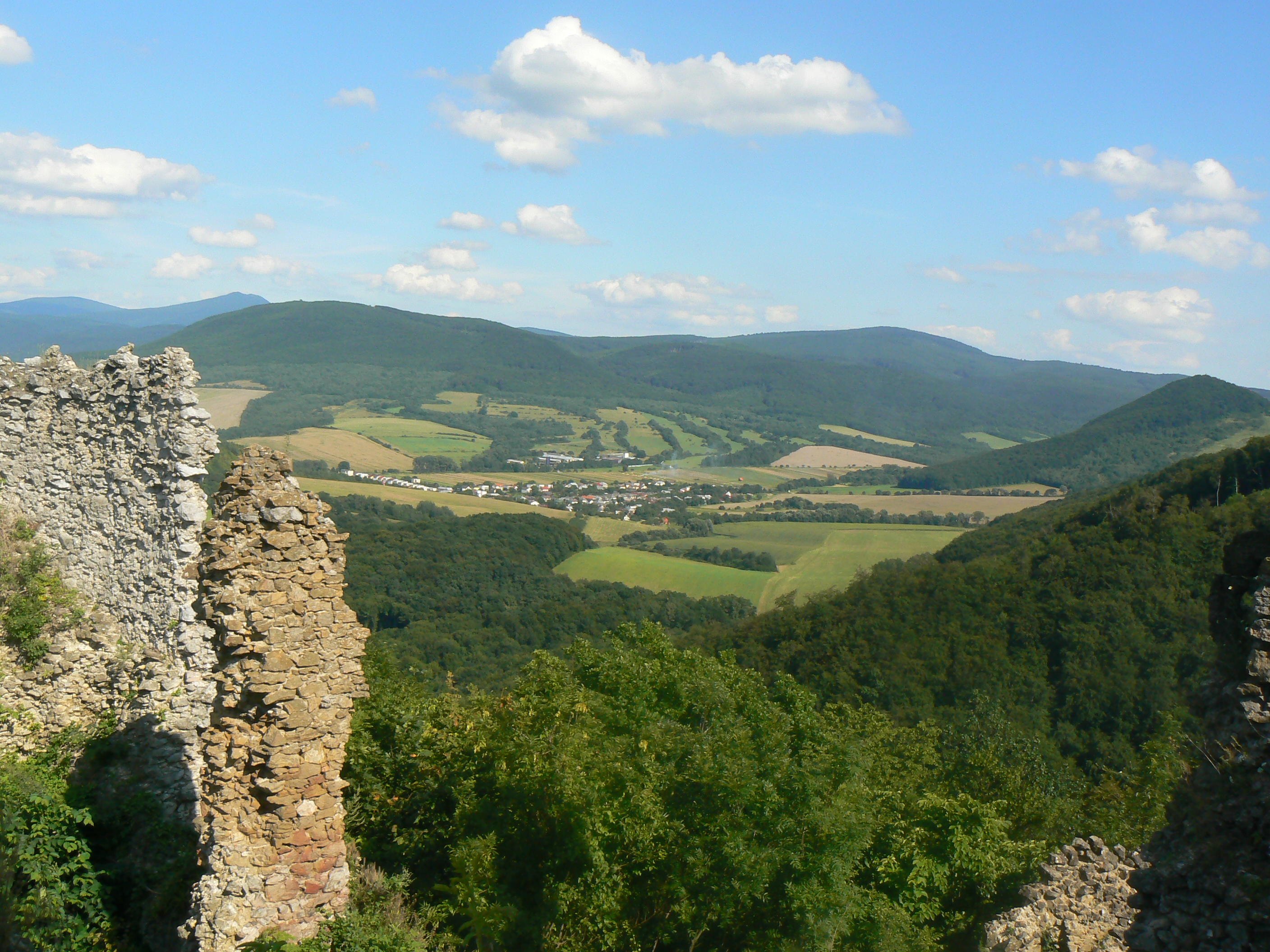
Kilátás Helmeckére a várból